# Depressive Episode
Depressive Episode ist die wissenschaftlich verbindliche Bezeichnung (ICD-10, Kapitel V; ICD-11, Kapitel 6A70) für das Krankheitsbild der depressiven Störung. Sie wird charakterisiert durch die Symptome der Major Depressive Disorder nach DSM-5 und umfasst bzw. ersetzt die bis 1991 üblichen Diagnosen endogene Depression und neurotische Depression. Teils wird auch im Deutschen der Ausdruck Major Depression synonym verwendet.
Zu den Schweregraden der depressiven Episode, siehe Depression, Abschnitt Diagnose.